# Cossogno
Cossogno (piemontiul: Cosseugn) település Olaszországban. Lakosainak száma 694 fő (2023. január 1.). Cossogno Malesco, Miazzina, Premosello-Chiovenda, San Bernardino Verbano, Trontano, Verbania és Valle Cannobina községekkel határos.

## Népesség
A település népességének változása:
| Lakosok száma | 659  | 664  | 694  |
|               | 2017 | 2018 | 2023 |